# Ducloz Head
Ducloz Head är en udde i Sydgeorgien och Sydsandwichöarna (Storbritannien). Den ligger i den nordvästra delen av Sydgeorgien och Sydsandwichöarna.
Terrängen inåt land är bergig åt nordost, men åt nordväst är den kuperad. Havet är nära Ducloz Head söderut.  Det finns inga samhällen i närheten. 